# Rivolta di Montefalcione
La rivolta di Montefalcione fu un'insurrezione popolare filoborbonica avvenuta tra il 6 e il 10 luglio 1861, che ebbe Montefalcione come suo epicentro, ma che si propagò in diversi comuni e villaggi limitrofi. Le agitazioni antiunitarie che in quei giorni scossero il territorio della provincia di Avellino (già Principato Ultra) furono caratterizzate da cruenti combattimenti e atti d'ostilità, perpetrati da entrambe le fazioni coinvolte.
Tali atti culminarono in una strage, compiuta nella cittadina di Montemiletto e dintorni da contingenti della Legione ungherese e del Regio Esercito italiano, attraverso l'uccisione sommaria, a scopo di repressione e rappresaglia, di un numero di rivoltosi e civili variabile, secondo le fonti, tra 97 e 150. Tra questi, fu fucilato anche Giuseppe D'Amore, un ragazzino di soli tredici anni.

## Antefatto

### Prima rivolta di Montemiletto

Il castello della Leonessa di Montemiletto in una foto dei primi del Novecento

Nel settembre 1860, circa un mese prima dello svolgimento dei plebisciti d'annessione, mentre il territorio delle province campane era interessato dagli eventi connessi alla campagna garibaldina nel Mezzogiorno continentale e dall'imminente ingresso di truppe regolari dell'esercito piemontese, la gran parte delle popolazioni di Montemiletto, Torre Le Nocelle e Pietradefusi insorse in armi contro le forze filo-unitarie per ripristinare l'autorità di Francesco II, scagliandosi contro le famiglie liberali della zona.
A Montemiletto, l'azione di gruppi liberali portò al rovesciamento delle istituzioni borboniche: la notte del 5 settembre, alcuni filo-unitari reduci dell'insurrezione di Ariano, tra i quali Carmine Tarantino, un capitano della Guardia nazionale e professore al Liceo reale, entrarono nel paese. Ricevuto l'appoggio di Giuseppe Fierimonte, capo dei liberali e capitano della locale Guardia nazionale, il Tarantino e i suoi, inneggiando a Garibaldi, si diressero alla locale postazione del telegrafo, tagliandone i fili ed isolandolo. Il gruppo, poi, pose agli arresti i militi della Guardia urbana che avevano opposto resistenza alla presa della cittadina.
L'azione delle forze filo-unitarie comportò fermento ed agitazione nella popolazione legittimista: all'alba del 6 settembre, il suono della tofa, una conchiglia marina usata come corno di richiamo, adunò i contadini delle campagne circostanti Montemiletto per prepararsi a reagire. A sera, le campane a stormo accompagnarono la sollevazione del paese, che fu guidata da Matteo Lanzilli di Montemiletto e Carmine Ardolino di Torre Le Nocelle.
Armati di fucili e attrezzi rurali, i popolani penetrarono nel palazzo di Giuseppe Fieramonte, uccidendolo a colpi d'ascia e fucilate. Perirono, poi, altri liberali: Domenico Colletti e suo figlio, Angelo Leone fratello dell'arciprete, Raffaele La Porta, Pellegrino Meola e suo figlio, alcuni membri della famiglia Pesa, ed altri liberali di Aiello e di Montaperto reduci dalla spedizione di Ariano. Giacinto de' Sivo riferisce che i corpi dei liberali furono disposti sui tralicci del telegrafo che gli stessi avevano abbattuto il giorno precedente. Secondo alcune fonti, in tutto furono uccisi 23 liberali e vennero saccheggiate le abitazioni di molti possidenti.
Il giorno seguente i legittimisti si mossero verso Torre Le Nocelle e "a suon di tamburo e con bianche bandiere, al grido Viva Francesco II" percorsero le vie del paese, dando la caccia ai liberali: tre di essi, Pasquale Rotondi, Carmine Rotondi e Baldassare Rotondi, furono uccisi. La mattina del 7, soldati borbonici a cavallo partirono da Avellino per Montemiletto, ma furono richiamati dal generale Scotti e fatti rientrare. Contemporaneamente, truppe garibaldine entrarono nel centro abitato, rimettendolo sotto le forze unitarie, reprimendo e arrestando i rivoltosi, con l'intenzione di "far aspre vendette" sulla popolazione, nelle parole dello storico de' Sivo. Lo stesso giorno, Garibaldi entrò a Napoli.
La sollevazione ebbe come conseguenza più di cinquecento incriminati, e quasi quattrocento arresti. A Dentecane, infatti, fu insediato un giurì, avente il compito di giudicare gli arrestati e far giustiziare tra di essi i "sobillatori dell'ordine pubblico tramite azioni sediziose". Il tribunale speciale fu disciolto il 27 ottobre 1860 con un atto del ministro di grazia e giustizia Pasquale Scura, controfirmato dal prodittatore Giorgio Pallavicino, e la competenza trasferita ai tribunali ordinari.
A metà settembre Garibaldi inviò nella zona J. R. Wolfe, nella sua qualità di "Medico Chirurgo dello Stato Maggiore Generale" per curare i feriti di Ariano e Montemiletto, il quale ricavò una triste impressione sulle condizioni di vita di molte famiglie e il 18 settembre aprì una sottoscrizione a cui chiamò i napoletani a contribuire  "affinché vogliate con offerte soccorrere quei infelici vostri concittadini che a sì caro prezzo han pagato le attuali vostre allegrezze".
Per sfuggire alla cattura, molti rivoltosi si erano dati alla macchia rifugiandosi nei boschi tra Montefalcione, Montemiletto, Lapio, Chiusano e Montaperto, nonché sulle montagne di Volturara, Sorbo e Salza.

### La formazione dei gruppi ribelli
Questi primi nuclei di rivoltosi, successivamente ingrossati da altri fuggiaschi, iniziarono ad organizzarsi militarmente anche grazie alla presenza tra essi di ex soldati dell'Esercito delle Due Sicilie. Le bande armate che si andavano costituendo ebbero il sostegno più o meno esplicito delle popolazioni legittimiste, ricevendo supporto logistico ed organizzativo da numerosi abitanti dei comuni della zona, fungendo costoro da collegamento tra i gruppi di ribelli ed i vari paesi.
Tra gli insorti assursero presto a grande rilevanza due figure in particolare, quella del venticinquenne Basilio Pagliuca, che fu la mente ed il capo militare della rivolta, e quella del quarantaduenne Gaetano Maria Baldassarre. Entrambi provenienti da famiglie in vista di Montefalcione (i rispettivi padri avevano ricoperto la carica di sindaco in momenti diversi), furono le figure guida del movimento di resistenza. Baldassarre, che aveva avuto un ruolo di rilievo nella rivolta di Montemiletto del settembre 1860, il 30 ottobre successivo era già stato denunciato dal sindaco di Montefalcione Carlo Contrada, il quale aveva esplicitamente richiesto alle autorità di Napoli che sulle sue tracce fosse messo il capitano della Guardia Nazionale di Candida, Michele Tagle.
Gaetano Baldassarre fu l'anima delle agitazioni. Egli e sua sorella Nicolina furono degli energici attivisti: tennero riunioni organizzative, incoraggiarono la resistenza, si adoperarono per la diffusione delle idee insurrezionali affiggendo manifesti politici ostili al governo sabaudo e a Garibaldi ed inneggianti alla rivolta. Collaborò con il Baldassarre anche l'arciprete Gaetano Girone, similmente denunciato alle autorità di Napoli.
Il mandato di cattura nei confronti di Baldassarre fu spiccato da Napoli il 1º novembre 1860, e ne fu demandata l'esecuzione al governatore di Avellino, Giuseppe Belli, il quale aveva definito Baldassarre "il più accanito capo della reazione avvenuta in Montefalcione e degli eccidi di Montemiletto".
Baldassarre lasciò la zona al fine di sfuggire alla cattura, e si rifugiò prima a Capua, e poi a Gaeta, dove fu uno degli estremi difensori del Regno delle Due Sicilie nell'ambito dell'assedio alla fortezza. Dopo la capitolazione di Gaeta, e conformemente ai patti di resa, rientrò a Montefalcione, dove dissimulò sotto un'apparente tranquillità il proposito di continuare nell'opera di ribellione, divenendo il coordinatore politico della rivolta.
Oltre a Pagliuca e Baldassarre, altri uomini del circondario assursero al ruolo di capi del movimento, tra cui si ricordano Angelo Ciarla di Montemiletto, Vincenzo Petruzziello di Montefalcione, Pasquale Palladino di Lapio e Francesco de Francesco di Chiusano.

## Montefalcione insorge

### L'insurrezione
Già nei primi giorni del gennaio 1861, il governatore di Avellino fu avvisato dei preparativi della rivolta, in corso nella zona compresa tra Montefalcione, Lapio, Montemiletto, Torre le Nocelle e Pietradefusi. A tali notizie, fu inviato nella zona un reparto in ricognizione comandato dal capitano Masi, con l'ordine di effettuare perquisizioni e disarmare i sospetti. Nonostante ciò, il 10 febbraio a Montefalcione furono issate alcune bandiere borboniche, ed il successivo arrivo del capitano Tagle in funzione investigativa non ebbe risultati di rilievo. La situazione nella zona divenne progressivamente incontrollabile, e neanche la Guardia Nazionale era in condizione di esercitare una qualsivoglia opposizione al montante sentimento di ribellione.
La sera del 5 luglio i capi militari della rivolta, guidati dal giovane Pagliuca, stabilirono gli ultimi dettagli del da farsi, e si scambiarono la parola d'ordine che avrebbe dovuto essere "Roma e sette mazze". Il mattino dopo, due uomini armati si presentarono dal sindaco di Montefalcione, Diocle Polcari, intimandogli di distruggere le insegne sabaude ed incitare il popolo alla rivolta. Dopo aver finto di accondiscendere, il sindaco fuggì a Candida dal fratello Basilio alla prima occasione.
Nel pomeriggio dello stesso giorno, una sessantina di uomini, tra cui molti soldati borbonici in divisa, entrarono in paese comandati da Basilio Pagliuca e Carmine la Contrada. All'arrivo del reparto, la popolazione si sollevò, disarmando la Guardia Nazionale, distruggendo le insegne sabaude e innalzando al loro posto la bandiera borbonica; mentre i pochi liberali del paese si diedero alla fuga. Il governo sabaudo fu dichiarato decaduto, quello borbonico ripristinato e Gaetano Baldassarre fu nominato sindaco, restaurando di fatto Montefalcione come territorio del Regno delle Due Sicilie. Tale comune divenne così il centro di una rivolta che di lì a poco si sarebbe propagata a paesi e villaggi limitrofi, mentre Pagliuca fu assunto a punto di riferimento dei cospiratori dei borghi vicini.

### La controffensiva governativa
Ancora prima che il focolaio della rivolta si innescasse a Montefalcione, nella vicina Montemiletto le forze governative temevano la sollevazione del paese, tanto che fecero diverse pressioni sul nuovo governatore di Avellino, Nicola De Luca, tendenti ad ottenere l'invio di reparti militari. Il governatore dispose diversi mandati di cattura emessi per chiunque fosse stato sospettato di complottare contro il nuovo governo, ma non poté inviare soldati, poiché il grosso di quelli di cui disponeva, circa ottanta uomini del 62º Reggimento Fanteria, era impiegato nella sorveglianza delle sovraffollate carceri della provincia ricolme di reazionari.
Montemiletto, comunque, era considerata una piazza di rilevante importanza strategica, poiché era vista come l'ultimo avamposto in difesa del carcere di Montefusco, nel quale erano detenuti circa 300 prigionieri, parte dei quali era costituita proprio da montemilettesi arrestati dopo la rivolta del settembre 1860 e per i quali si temeva un tentativo di liberazione. Così, il 5 luglio, De Luca autorizzò Carmine Tarantino, affiancato da pochi soldati, a raccogliere uomini per portarsi su Montemiletto. Fatta tappa a Candida, il Tarantino sperò di completare il suo drappello, assoldando anche il Tagle, che disponeva di 72 miliziani della Guardia Nazionale, ma non si riuscì a trovare un congruo accordo economico. Prima di giungere a Montemiletto, la spedizione incrociò alcune famiglie liberali in fuga dal paese, ma Tarantino le convinse a tornare indietro. Il giorno 6, i sabaudi entrarono in Montemiletto, stabilendo in palazzo Fierimonti (o Fierimonte), che aveva l'aspetto di un fortino, il proprio quartier generale.
Fu organizzata così una prima reazione all'insurrezione legittimista di Montefalcione. Il 7 luglio, partendo da Montemiletto, Carmine Tarantino, assieme all'arciprete Leone, un ex detenuto, poi graziato, ed ora sindaco dello stesso paese, alla testa di cinque soldati di fanteria di linea, poche guardie nazionali e una quarantina di volontari (tra questi, secondo De Sivo vi erano anche camorristi), tentò l'assalto a Montefalcione; ma, trovandosi in inferiorità numerica, il manipolo fu costretto a ritirarsi, riparando in contrada Bosco. Provenienti da Montefredane, Montefusco, Santa Paolina, Pratola e Prata, circa centoventi uomini, tra fanti di linea e guardie nazionali, giunsero in soccorso di Tarantino. Ne seguì un conflitto a fuoco con i ribelli: nove di questi furono fatti prigionieri, mentre uno cadde in combattimento. Le truppe governative, in procinto di avere la meglio, inseguirono i reazionari fin dentro il centro abitato di Montefalcione, ma furono condotte, così, in un'imboscata: vennero respinte e costrette alla fuga. Tarantino, abbandonato dai suoi rinforzi, rientrò con il suo gruppo a Montemiletto, rinchiudendosi nel palazzo Fierimonte assieme alle famiglie liberali.

### Dopo la rivolta
A Montefalcione, ormai in mani legittimiste, giunse da Montemiletto un drappello di uomini, alcuni dei quali con indosso la divisa dell'Esercito delle Due Sicilie, capitanati da Angelo Ciarla. Il frate Urbano Noviello condusse una processione per le vie del paese, durante la quale fu innalzato il quadro della regina Maria Cristina, moglie di Ferdinando II e venerata come una santa.
Nel frattempo, la mattina del 7 luglio, Basilio Pagliuca si era mosso verso Chiusano di San Domenico, allo scopo di favorire la sollevazione di questo comune e per aiutare gli insorti di Lapio; mentre, il giorno successivo, Angelo Ciarla lasciò Montefalcione con i suoi uomini per rientrare a Montemiletto.
Nonostante i momenti di grande concitazione popolare, a Montefalcione, durante i pochi giorni dell'amministrazione Baldassarre, si riuscì a garantire l'ordine pubblico e non furono registrati episodi criminosi. L'unica nota di grigio fu la requisizione di armi dall'abitazione di Ercole Polcari.
La notizia del successo del moto di Montefalcione si propagò presto ai paesi vicini: decine di comuni e villaggi insorsero, distruggendo le insegne sabaude e ripristinando le istituzioni borboniche con la nomina di un sindaco e la rifondazione della Guardia Urbana. I centri insorti sarebbero stati trentuno, anche se i documenti ufficiali indicano che, esclusi i villaggi, i comuni insorti furono meno di venti.

## L'eccidio di Montemiletto

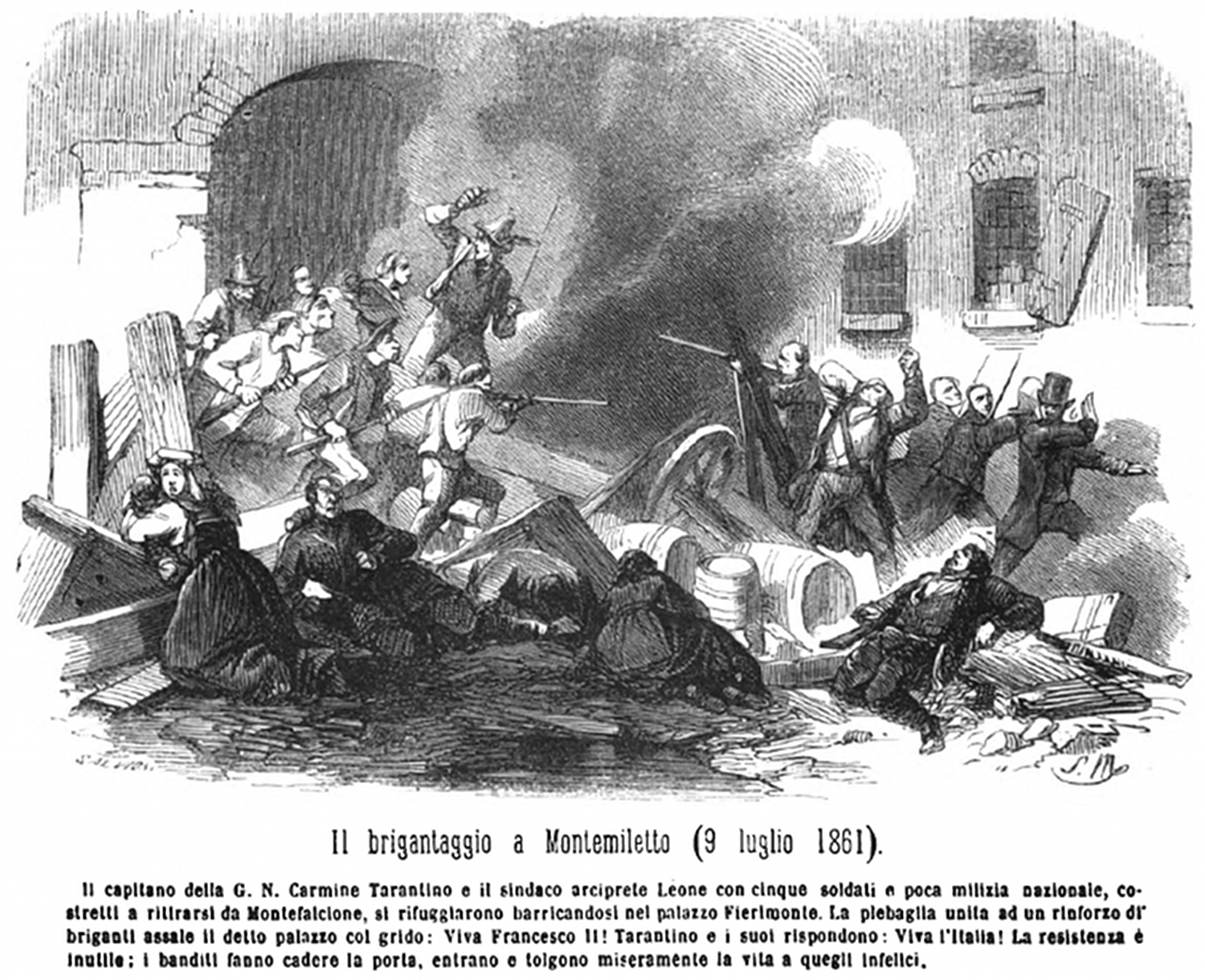
Stampa dell'epoca raffigurante l'irruzione dei rivoltosi nel cortile di palazzo Fierimonte.

La mattina dell'8 luglio, la rivolta legittimista si propagò al paese di Montemiletto, ma lo scontro raggiunse l'apice la notte seguente. L'episodio è descritto sia dallo storico Giacinto de' Sivo, sia dallo scrittore elvetico Marc Monnier, il quale fa riferimento ad un rapporto "inedito" stilato dal vice-governatore della provincia di Avellino ed inviato alla Segreteria dell'interno e della polizia in Napoli. Secondo Monnier, circa 60 rivoltosi, le cui file furono ben presto ingrossate dai contadini della zona fino a raggiungere il numero di 400, assediarono il palazzo Fierimonte, dove i liberali montemilettesi si erano barricati con le loro famiglie.
I ribelli attaccarono palazzo Fierimonte al grido di "Viva Francesco II", cui i liberali risposero "Viva l'Italia". Ne seguì una lunga sparatoria ed i filoborbonici appiccarono le fiamme all'edificio utilizzando come combustibile le fascine portate dalle donne. La porta principale e una barricata eretta dai liberali furono conseguentemente semibruciate, e vennero definitivamente distrutte a colpi di scure. Gli assedianti poterono quindi entrare in massa nel palazzo ed avere rapidamente ragione degli assediati. Tarantino fu ucciso personalmente da Vincenzo Petruzziello; Leone, due fratelli di quest'ultimo e alcuni membri delle famiglie Fusco e Colletto trovarono ugualmente la morte. Sia de' Sivo, che Monnier riportano la presenza di donne e bambini tra i difensori di Palazzo Fierimonte, ma ne riferiscono diversamente. Il primo li annovera esclusivamente tra i legittimisti, il secondo racconta che donne e fanciulli delle famiglie liberali furono "scannati" durante l'assalto all'edificio. Secondo Monnier, un militare fu fucilato e due uomini gridanti "Viva l'Italia" furono trascinati al cimitero e gettati vivi in una fossa in mezzo ai cadaveri. Ad altri tre militari, infine, condotti a Montefalcione, fu intimato di sparare sui propri commilitoni che attaccavano il paese. Dei tre, due rifiutarono e furono uccisi, mentre l'ultimo, fingendo di accettare, riuscì a fuggire, riunendosi alle forze liberali. Il de' Sivo riporta invece che un ufficiale piemontese e cinque dei suoi uomini furono condotti al camposanto ed ivi fucilati.
Nella conta delle vittime liberali, Monnier afferma che «diciassette uomini perirono crudelmente nel palazzo Fierimonte», mentre de' Sivo riporta che pochi dei quaranta uomini di Tarantino si salvarono. Non è invece noto il numero dei morti tra gli insorti.

## Massacro di Montefalcione

### Lo scontro
Sebbene lo scioglimento dei vari distaccamenti della Guardia Nazionale avesse come conseguenza l'alleggerimento della capacità militare che la giunta di Avellino poteva esercitare sul territorio circostante, il governatore De Luca effettuò un tentativo di riconquistare Montefalcione. La mattina del 9 luglio, al comando di una colonna di guardie nazionali, soldati e alcuni liberali montefalcionesi, per un numero totale che varia, a seconda delle fonti, dal centinaio alle oltre quattrocento unità, marciò verso il paese insorto e tenuto da circa 2000 rivoltosi per riconquistarlo e ristabilire l'autorità governativa.

Prima che la spedizione giungesse in prossimità del paese, muovendosi per sentieri collinari, un uomo in misere vesti, affermando di essere l'ambasciatore di Pagliuca, si fece incontro al drappello e chiese di parlamentare con il governatore. L'ambasciatore riferì che, se la colonna fosse entrata in pace, i ribelli se ne sarebbero andati e nessuna violenza sarebbe stata usata contro i governativi. Il De Luca rispose: 
(Nicola De Luca, governatore della provincia di Avellino)
Al messaggero, che ribatté: «Questo non sarà mai», De Luca fece salva la vita, affinché questi potesse riferire al Pagliuca che, in qualità di "brigante", egli non aveva il diritto di negoziare accordi. Ripresa la marcia, dopo una breve sosta, i governativi caddero, a una lega e mezzo di distanza dal paese, in un primo agguato, che riuscirono presto a respingere. Entrati, per circa cento passi nell'abitato, in un'apparentemente deserta Montefalcione furono sorpresi da un inatteso attacco dei popolani. Uomini, donne e fanciulli, asserragliati nelle abitazioni, dalle finestre, fecero oggetto di sassate ed archibugiate i filo-sabaudi; secondo Tecce molti dei popolani erano armati con fucili a canna rigata, ma, non addestrati al loro utilizzo, li caricavano impropriamente con scarsi risultati nel tiro. De Luca riuscì ad uccidere una donna, dimostratasi veloce nella ricarica della sua arma, sparandole in bocca, mentre i suoi uomini diedero fuoco ad un'abitazione sul cui tetto erano appostati dei ribelli, ma questi ultimi ebbero comunque la meglio, costringendo i liberali alla fuga per evitare di essere circondati, dopo circa due ore di combattimento.
I governativi ripararono così tra le mura del monastero dei Padri Dottrinari, forzando l'entrata, dove furono cinti d'assedio. Almeno sei militari, tra cui un sergente piemontese, non riuscirono ad entrare nell'edificio prima che fossero issate le barricate. Rimasti allo scoperto, tre di loro, tra cui il sergente e un capitano, caddero vittime dei ribelli, mentre gli altri tre, che poi furono fatti entrare nel monastero, ebbero la meglio su due rivoltosi, uccidendoli. Durante la notte, il combattimento non cessò, ma, poi, i colpi dei rivoltosi furono diretti contro la bandiera tricolore, innalzata sul campanile del monastero, mentre quella bianca delle Due Sicilie sventolava dal campanile della chiesa di Montefalcione e sulle più alte cime dei palazzi. Terminati gli spari, i governativi furono, poi, oggetto di scherno ed irrisione da parte degli insorti. L'assedio proseguì e intorno alle due, i rivoltosi tentarono, senza successo, di appiccare le fiamme al monastero; contemporaneamente una delle guardie nazionali tentò la fuga, ma fu colpito a morte da Michele Pagliuca.
A mattina, le truppe governative erano stremate e sul punto di capitolare. I filo-sabaudi, perciò, stavano preparandosi a una sortita disperata, consapevoli di essere in minoranza numerica e, quindi, destinati in gran parte a perire. Contemporaneamemte, nella piazza antistante il monastero, le donne ribelli avevano ripreso ad accumulare fascine. Se i governativi fossero stati sconfitti, i legittimisti avrebbero avuto spianata la strada verso Avellino, del tutto sguarnita, il che avrebbe potuto comportare risvolti inattesi in tutta la provincia. Le richieste di soccorso inviate a Napoli dal De Luca, a mezzo della giunta di Avellino, ebbero come risposta l'ordine, impartito dal colonnello Juhász della Legione ungherese, stanziata a Nocera Inferiore, di inviare nella zona 2 compagnie (trecento uomini) e tutti gli Ussari disponibili dalla guarnigione di Nocera. Fu così che, già nella mattinata del 9 luglio, giunsero ad Avellino, al comando del maggiore Girczy, due compagnie del battaglione di fanteria e centoventi Ussari.

### La vittoria del Regio Esercito e la strage
Le compagnie ungheresi del Regio Esercito italiano furono suddivise in due tronconi, uno dei quali, composto dalla prima compagnia comandata dal capitano Pinczés, si diresse verso Montefusco; l'altro, composto dalla seconda compagnia, comandata dal capitano Biró, si mosse verso Montemiletto. I due distaccamenti ricevettero altri ussari in rinforzo prima della fine della giornata, insieme all'ordine di prepararsi ad attaccare Montefalcione da nord l'indomani mattina alle 7 per liberare De Luca dall'assedio al convento. Il piano prevedeva che nello stesso momento il capitano Girczy avrebbe effettuato una manovra a tenaglia sul paese, attaccando a sua volta da sud.

Santuario di Sant'Antonio di Padova. Chiesa Madre di Montefalcione.

L'attacco fu portato al momento convenuto, in direzione del monastero di Montefalcione, dove erano asserragliati i Fanti della brigata Aosta e le Guardie Nazionali comandate da De Luca. L'arrivo degli ungheresi, annunciato ai liberali dall'osservare un cambiamento dell'attività nel paese, ove uomini e donne fuggivano portando con sé oggetti personali, e dal suono di campane che dava l'allarme, consentì agli assediati di contrattaccare uscendo dal monastero. Dopo una resistenza di circa un'ora, gran parte degli assedianti fu costretta a disperdersi. Un gruppo composto da circa cinquecento insorti, invece, decisi a resistere, ripiegò verso la parte alta del paese. Di questi, circa quaranta si asserragliarono in due masserie, le quali furono incendiate dagli ungheresi. Costretti ad uscire per sfuggire alle fiamme, furono tutti massacrati.
Intorno alle 11, le forze attaccanti riuscirono a riunirsi sotto il comando del maggiore Girczy e a dirigersi verso il centro del paese. Giunti al borgo, gli ungheresi attaccarono le barricate alzate alla meglio dagli insorti e li sopraffecero, inseguendoli poi per le vie del paese e le campagne circostanti, dove "ne fu fatto terribile macello". Fu dato avvio, infatti, a una sanguinosa rappresaglia, con fucilazioni indiscriminate che si protrassero fino a notte. Il giornale Il Nazionale del 13 luglio 1861 riportò che per le vie del centro urbano furono ritrovati i cadaveri di 30 persone, mentre altri corpi esanimi erano sparsi per le campagne. Giacinto de' Sivo e Marc Monnier riferiscono di 30 persone trucidate in una chiesa (o una casa) e di altri cinque uomini fucilati. Altre fonti, tra cui Pietro Calà Ulloa, al tempo primo ministro del governo borbonico in esilio a Roma, affermano fosse una chiesa il luogo dell'esecuzione, scrivendo che furono uccisi 50 "uomini rifugiati nella stessa casa di Dio". Altre otto persone, poi, furono fucilate nel monastero dei Padri Dottrinari. Secondo il de' Sivo, fuggita la popolazione, i militi della legione ungherese si svelenirono per le case saccheggiandole ed appiccando il fuoco; tra le altre fu depredata anche l'abitazione del Pagliuca. Secondo il Tecce, che riporta il solo incendio al palazzo di quest'ultimo, le masserizie da esso sottratte furono, però, distribuite ai poveri.
I rivoltosi in fuga sui monti, dispersi fra i boschi, furono inseguiti dagli uomini della legione ungherese guidati dal maggiore Rheinfeld (due compagnie e due sezioni con 4 pezzi di artiglieria da montagna), in un'azione di rastrellamento durata fino al 14 luglio
Ristabilita l'autorità governativa, il tenente Santulli poté sostituire la bandiera borbonica posta sul campanile con quella tricolore. Nei giorni seguenti le forze sabaude furono accresciute dall'arrivo di due compagnie di cacciatori comandati dal maggiore Rheinfeld, equipaggiate con quattro cannoni. Gli ungheresi, con l'ordine di sparare a vista, rastrellarono a lungo le campagne della zona alla ricerca di fuggitivi.
A Verzare, un casale di Montefalcione, ed in altre contrade del paese, furono fucilate quattro persone, tra cui Giuseppe D'Amore, un ragazzino di soli tredici anni. Quarantasette altri insorti furono passati per le armi cadendo vittime di fucilazioni sommarie. Anche Vincenzo Petruzziello fu fucilato, ma prima dell'esecuzione capitale confessò che il denaro che aveva finanziato i rivoltosi proveniva da Benevento e da Roma.
La strage ebbe eco sulle testate giornalistiche della zona, i quali descrissero gli avvenimenti.  Su L'Irpino del 10 luglio fu ad esempio scritto: "La strage dei nemici è cosa orrenda a dirsi e a vedersi, a nessun tristo è stata risparmiata la vita"; mentre La Bandiera Italiana del 14 luglio commentò: "La strage de' briganti ha espiato quelle nostre dolorose perdite con immane ecatombe. Non si è dato quartiere a nessuno, e bene sta. È ora di liberare i paesi da questi Irochesi".

### Epilogo
Gli eventi del luglio 1861 coinvolsero un numero imprecisato di rivoltosi, che le diverse fonti valutano tra 2000 e 6000 in rivolta contro il regno d'Italia. Il numero delle vittime è tuttora imprecisato: se nulla si conosce del numero degli arsi vivi, per quanto riguarda i morti in combattimento e i fucilati, le diverse fonti riportano numeri variabili dai 97 ai 100 ai 135 fino ad arrivare ai 150 morti ammazzati, il numero di liberali uccisi dai legittimisti non è computato.
Molti dei militari partecipanti alla strage di Montefalcione ottennero onorificenze dal governo italiano per il comportamento tenuto sul campo. Il maggiore Girczy fu decorato con la croce di cavaliere dell'Ordine militare di Savoia e la medaglia di bronzo al valor militare, un'onorificenza fu ricevuta anche dal maggiore Rheinfeld; 4 ufficiali e 16 militari di truppa furono decorati con la medaglia d'argento al valor militare e 32 militari di truppa ebbero una menzione onorevole. Il liberale Pasquale Mauriello, invece, fu insignito della carica di sindaco di Montefalcione. Costui si rese protagonista di atti di concussione ed abuso d'ufficio fino a farsi destituire. Approfittando del generale clima di persecuzione giudiziaria, infatti, riscosse tangenti dai suoi concittadini, che in cambio ottenevano la cancellazione di ogni capo d'accusa.

## Repressione dei moti insurrezionali
Dopo la repressione dell'insurrezione di Montefalcione, si assisté nei giorni successivi ad un'ampia campagna militare che ebbe come obiettivo i diversi centri del circondario. Con una forza di 200 ussari, un battaglione del 62º Fanteria di Linea, una compagnia di ungheresi, una compagnia del 6º Fanteria di Linea ed 800 guardie nazionali, le truppe governative si mossero tra i paesi insorti per pacificarne le popolazioni.
(Nicola De Luca, governatore della provincia di Avellino)

A Montemiletto, l'arrivo degli ungheresi provocò un vero e proprio esodo: Monnier riferisce della fuga di circa 4 000 persone dall'abitato verso i campi e le montagne. La rappresaglia sabauda fu ancora più dura sugli abitanti di questo comune, poiché qui erano state uccise diciassette persone tra soldati regi, camorristi e civili liberali. Il 14 luglio, dopo che il conte Gustavo Ponza di San Martino, luogotenente del Re, offrì le proprie dimissioni causa l'incapacità di normalizzare il territorio, questi fu sostituito dal generale Enrico Cialdini. Si diffuse così la voce, probabilmente priva di fondamento, che Cialdini avesse progettato di bombardare Montemiletto così come aveva fatto per Gaeta, per poi desistere. Nonostante la feroce repressione subita dal paese, L'Irpino del 10 agosto riportava la notizia che Montemiletto si preparava ad insorgere ancora una volta conto il governo unitario. A Lapio, furono effettuate diverse esecuzioni sommarie; tra i giustiziati vi furono anche il trombettiere ed il tamburino della banda musicale del paese, poiché rei di aver suonato, durante i giorni della rivolta, l'inno nazionale delle Due Sicilie. A Castelfranci, invece, Nicola Roberto fu arrestato per aver pronunciato discorsi avversi al governo; riuscito, però, a darsi alla fuga, fu nuovamente catturato e fucilato. A Prata, un fabbro, Alfonso Luongo, fu accusato di inneggiare a Francesco II e di ingiuriare Garibaldi ed il governo: fu per questo incriminato per cospirazione. A Volturara, un capobanda fu impiccato e lasciato esposto per diversi giorni; mentre De Luca così qualificava il paese ed i suoi abitanti: 
(Nicola De Luca, governatore della provincia di Avellino)
L'azione dei governativi fu inoltre caratterizzata dal rastrellamento indiscriminato dei popolani, i quali venivano arrestati ed ammassati nelle carceri di Montemiletto, Sant'Angelo dei Lombardi, Montella, Avellino e Montefusco. A causa del sovraffollamento e delle condizioni disumane di detenzione, in questi ultimi due penitenziari fu registrato un altissimo numero di decessi, dovuto al propagarsi di malattie infettive tra i prigionieri.

## Conseguenze
I due protagonisti dei fatti di Montefalcione ebbero sorti diverse. Basilio Pagliuca, sopravvissuto alla strage, si diede alla macchia per qualche tempo. Braccato, fu convinto a costituirsi e subì un lungo processo, al termine del quale fu condannato a venticinque anni di lavori forzati, seguiti da altri dieci di sorveglianza speciale, più una multa di cento lire. È certo tuttavia che non scontò tutta la pena, dato che convolò a nozze il 6 agosto 1881 con Consolata Anzalone. Morì all'età di 58 anni, il 19 marzo 1894, lasciando la moglie e sette figli.
Anche Gaetano Maria Baldassarre rimase latitante per un certo periodo. In più di un'occasione Michele Tagle, capo delle Guardie Nazionali, si recò a Montefalcione a perquisire la sua abitazione. Tagle giunse a richiedergli, tramite il cognato, una tangente di 50 piastre, con la quale avrebbe potuto comprare la sua libertà, ma Baldassarre non accettò il ricatto. La notte tra il 6 ed il 7 gennaio 1863 una sua lettera indirizzata proprio al cognato fu intercettata ed il suo nascondiglio rivelato: fu arrestato e deferito al tribunale di guerra con l'accusa di brigantaggio, ma se ne ignora la sorte.
I processi successivi portarono alla condanna di almeno diciassette partecipanti ai moti insurrezionali, la maggior parte a pesanti pene ai lavori forzati, sorveglianza speciale e pene pecuniarie. I fatti di Montefalcione furono citati in una mozione parlamentare effettuata il 20 novembre 1861 dal deputato di Casoria Francesco Proto, duca di Maddaloni, in quanto esempio delle atrocità commesse dall'esercito sabaudo nei territori dell'ex Regno delle Due Sicilie.